# Josef Bühler
Pour les articles homonymes, voir Bühler.
Josef Bühler, né le 16 février 1904 à Bad Waldsee en Allemagne et mort le 22 août 1948 à Cracovie en Pologne, est un homme politique nazi. Gouverneur adjoint dans le Gouvernement général de Pologne dirigé par Hans Frank, il représente celui-ci lors de la conférence de Wannsee. Après la guerre, il est extradé en Pologne où il est condamné à mort pour crime contre l'humanité, puis exécuté.

## Biographie
Bühler, fils de boulanger, est issu d’une famille catholique de douze enfants. Docteur en droit en 1932, Bühler devient, en 1933, l’un des collaborateurs de Hans Frank, conseiller juridique d’Adolf Hitler et du parti nazi, député au Reichstag et ministre de la Justice de Bavière. Bühler devient adhérent du parti le 1er avril 1933. Il travaille ensuite au tribunal de Munich dont il devient le procureur en chef en 1935.
En 1938, Hans Frank, ministre du Reich sans portefeuille, lui confie la direction de son cabinet. Lorsque Frank est nommé à la tête du Gouvernement général de Pologne, Bülher le suit à Cracovie en tant que secrétaire d’état du gouvernement général et adjoint du gouverneur. Il reçoit à cette époque le grade honorifique de SS-Brigadeführer, décerné par Heinrich Himmler.

Bühler participe à la conférence de Wannsee comme représentant de Hans Frank. Durant cette conférence, il attire l’attention des participants sur la nécessité de « résoudre la question juive » dans le Gouvernement général aussi vite que possible : 

« Le gouvernement général serait heureux de voir commencer sur son territoire la solution finale de cette question. [...] Il faut éliminer le plus vite possible les juifs de cette région. »

Le nom de code de cette opération est « Aktion Reinhardt ».
Après la guerre, Bühler est témoin au procès de Hans Frank à Nuremberg. Il est ensuite extradé en Pologne où il est jugé par la Cour suprême pour crime contre l’humanité. Il est condamné à mort et à la confiscation de ses biens le 10 juillet 1948 ; les autorités polonaises confirment son exécution au 22 août 1948.